# انفجار سوله آوا نار پارسیان اصفهان
صبح روز سه‌شنبه ۹ اردیبهشت ۱۴۰۴، انفجار مهیبی در انبار ساختمان شرکت صنایع شیمیایی «آوا نار پارسیان»، واقع در بخش میمه استان اصفهان رخ داد. مدیرکل مدیریت بحران در استانداری اصفهان گزارش داد که، این حادثه منجر به کشته شدن یک نفر و سوختگی دو نفر دیگر شده است. هنوز گزارش رسمی ای دربارهٔ علت این انفجار منتشر نشده است. شرکت «آوا نار پارسیان»، برطبق اطلاعات وب‌سایت رسمی خود، در زمینه تولید محصولات آتش‌بازی و باروت فعال است و زیر نظر شورای عالی امنیت ملی ایران اداره می‌شود. مدیران این شرکت، قبلاً در مجتمع صنایع شیمیایی «نار‌گستر سپاهان» در شاهین‌شهر اصفهان، در زمینه تولید پهبادها نیز فعال بوده‌اند که در خرداد سال ۱۴۰۰ نیز دچار انفجار شد.

## زمینه تاریخی
قبلاً در همان منطقه نیز، انفجارهای دیگری همچون انفجار در کارخانه تولید پهپاد وابسته به شورای عالی امنیت ملی ایران رخ داده است. این حادثه در بامداد دوشنبه سوم خرداد ۱۴۰۰، در کارخانه‌ای در منطقه شاهین‌شهر اصفهان روی داد. در پی این انفجار، ۹ نفر مجروح شدند که برخی از آن‌ها، به دلیل شدت جراحات، به مراکز درمانی منتقل شدند.
این انفجار، همزمان با وقوع حادثه ای مشابه آن در بندر عباس بود. حدود چهار روز پیش از آن، در ۶ اردیبهشت ۱۴۰۴، انفجار مهیبی در اسکله شهید رجایی در بندر عباس رخ داد که دست‌کم ۷۰ نفر کشته و بیش از هزار مجروح بر جای گذاشت. پس از این حادثه، مقامات ایرانی، کوتاهی در رعایت مقررات ایمنی را عامل اصلی آن دانستند و چند نفر را «مقصر» معرفی کردند.
در سال‌های اخیر، جمهوری اسلامی ایران، شاهد سلسله‌ای از حوادث صنعتی، نظامی، عمرانی و حمل‌ونقل بوده است که بسیاری از آن‌ها ناشی از ضعف ایمنی، سوءمدیریت یا سهل‌انگاری دانسته شده‌اند. از جمله این وقایع، انفجار قطار نیشابور در سال ۱۳۸۲ با ۲۹۵ کشته، سقوط هواپیمای ATR-72 شرکت آسمان در بهمن ۱۳۹۶ با ۶۶ کشته، فروریختن ساختمان پلاسکو در ۱۳۹۵ با حدود ۲۰ کشته، انفجار مرکز درمانی ابوعلی سینا در تیر ۱۳۹۹ با ۱۹ کشته، انفجار انبار مهمات بیدگنه با دست‌کم ۱۷ کشته در سال ۱۳۹۰ و سقوط پرواز شماره ۷۵۲ اوکراین در دی ۱۳۹۸ با ۱۷۶ کشته قابل ذکرند. همچنین، در اردیبهشت ۱۴۰۳، سقوط بالگرد حامل رئیس‌جمهور ابراهیم رئیسی و وزیر امور خارجه حسین امیرعبداللهیان، به مرگ ۸ نفر انجامید. اضافه بر این، ده‌ها انفجار و آتش‌سوزی دیگر در تأسیسات نفت، گاز، پتروشیمی و نظامی در مناطقی چون پارچین، نطنز، آبادان، بوشهر، عسلویه و ماهشهر رخ داده که اغلب بدون اعلام رسمی میزان تلفات بوده‌اند. این حوادث، نگرانی‌های فزاینده‌ای دربارهٔ استانداردهای ایمنی و پاسخگویی نهادهای مسئول در ایران برانگیخته‌اند.

## انفجار مذکور
در بعدازظهر سه‌شنبه ۹ اردیبهشت ۱۴۰۴ انفجاری در سوله شرکت «آوا نار پارسیان» در بخش میمه اصفهان رخ داد که منجر به کشته شدن دو نفر و سوختگی چندین نفر شد. این شرکت که در زمینه تولید مواد آتش‌زا فعالیت می‌کند، تحت نظارت شورای امنیت کشور و سازمان حفاظت اطلاعات مدیریت اسلحه و مهمات استان اصفهان قرار دارد. مدیران آن با صنایع پهپادی جمهوری اسلامی در ارتباط بوده و یکی از آنان، دامون بهشت‌نژاد، هم‌زمان ریاست هیئت‌مدیره شرکت «آوا نار پارسیان» و مدیریت «نار‌گستر سپاهان» را برعهده داشته است؛ شرکتی که در خرداد ۱۴۰۰ نیز شاهد انفجار بود. در هر دو حادثه، هیچ تصویری از محل انفجار منتشر نشده است. انفجار اصفهان چهار روز پس از انفجار شدید دیگری در بندر رجایی بندرعباس رخ داد که تا شعاع ۵۰ کیلومتری احساس شد.